# غراهام هاريس
غراهام هاريس (بالإنجليزية: Graham Harris)‏ هو محام بالقضاء العالي وسياسي أسترالي، ولد في 29 أغسطس 1937 في ملبورن في أستراليا. نشط حزبياً في الحزب الليبرالي الأسترالي. وقد انتخب عضو مجلس النواب الأسترالي عن دائرة Division of Chisholm ‏ (18 أكتوبر 1980 – 5 مارس 1983).